# Adenandra odoratissima
Adenandra odoratissima là một loài thực vật có hoa trong họ Cửu lý hương. Loài này được Strid mô tả khoa học đầu tiên năm 1972.